# Seznam slovenskih karateistov
Seznam slovenskih karateistov.

## A
- TONE ANČNIK
- MIJA ALEKSIĆ
- VOJO AŠANIN

## B
- SREČKO BORŠIČ
- DUŠAN BOROVNIK
- ATEJA BREZNIK
- ADMIR BOGALJEVIČ
- JOŽEK BREZNIK
- Tjaša Bertoncelj

## C
- BRANKO CIMPERMAN
- ANDREJ CAFUTA (1968)
- Lidija Cafuta
- DARKO CICVARIĆ
- IHAEL CIGLER

## Č
- IVAN ČERIČ

## D
- BOR DEREANI
- MIRISLAV DAMJANOVIČ
- DUŠAN DONKO
- ALFRED DRAŠČIČ
- BOJANA DUJOVIČ
- MITJA DUJOVIČ

## F
- KAMIL FRAS
- DRAGO FELLE
- ANDREJ FOJKAR
- Sabina Fazlič
- Luka Ferlin
- Darko Flis
- Vojko Frank

## G
- Branko Gabrovec
- DARKO GROZDINA
- SAMO GROS
- ŠTEFKA GOLAČ
- MIRAN GORENC
- VLADIMIR GAVRAN
- ANDREJ GODEC
- Metka Galič
- Nastja Galič
- Anja Godnič

## H
- FRANJO HORN
- DAMJAN HORVATIČ
- ĐULAGA HUSKIČ
- Barbara Haberl
- Špela Horvat
- Blaž Hribovšek

## J
- Ljubo Javoršek
- VELIMIR VELJKO JUKIČ
- IGOR JORDAN
- BORO JERABEK
- Emil Japelj
- Stefan Joksimovič
- Timotej Jordan

## K
- FRANC KONIG
- CRISTIAN KAJTNA
- VILI KLANJŠČEK
- DARE KOTAR
- LOVRO KOKALJ
- MATEJ KABAJ
- VILI KORB
- ANDREJ KERIN
- ALEŠ KAVKLER
- MILAN KETIŠ
- Luka Kac
- Darko Kotnik
- Jana Kovačec
- Miha Kovačič (trener)
- Boris Kunšt

## L
- ANTE LUČIČ
- SILVO LAH
- HADIS LIŠINOVIĆ
- ALJOŠA LIPAVC
- Miha Lavrič

## M
- Anton Maruša
- BORUT MARKOŠEK
- BOJAN MARINČEK
- RAJKO MALINOVIČ
- GRADE MILENKOVIČ
- MIRINA LINARIČ
- Lara Medved
- IVAN MRAVLJAK
- GORAN MILOVANOVIČ
- JANI MERC
- JAN MERC
- ZDENKO MIKLAVC
- BORUT MAUHLER
- HELENA MARKUTA

## N
- STANE NADIŽAR
- RADENKO NOVAKOVIČ

## O
- JURIJ ORAČ

## P
- ERVIN PEČNIK
- Vladimir Paradižnik
- IGOR PRAŠNIKAR
- BOJAN VIKTOR PIŽMOHT
- DAVID PLOŠINJAK
- VOJKO PRAJNC
- IVA PETERNEL
- ANDREJ PODVRATNIK
- MILAN PEŠIČ
- Luka Perc
- Dušan Puh
- Lina Pušnik

## R
- DRAGO RISTIČ
- Tjaša Ristić
- DARJAN ROŠKER
- ZDRAVKO ROMIH
- MIHA ROMIH
- BOJAN PORŠ
- BLAŽ ROBIČ
- FLORJAN REITER
- JELKA ROŠKER TRAJBAR
- HAMO ROŠIČ

## S
- ARNOLD SKUHALA
- JERNEJ SEVER
- MITJA STISOVIČ
- SAMO SOBOČAN
- Maša Simonič
- Klemen Stanovnik

## Š
- STOJAN ŠESTAN
- JAKA ŠARABON
- JURIJ ŠUBIC
- MATJAŽ ŠUSTER
- MARKO ŠEFMAN
- Srečko Škvorc

## T
- BEGO TABAKOVIĆ
- SKENDER TOŠIČ
- DUŠAN TKAVC
- SAŠO TONEJC
- ZEKERIJA TABAKOVIĆ
- OMER TABAKOVIĆ

## V
- BRANKO VALIŠER
- SAŠO VAŠ
- MARJAN VIDENŠEK
- Silvester Vogrinec (mojster)
- DAMIR VRBANIČ
- MLADEN VRTARIČ

## Z
- MILAN ZADRAVEC
- Darko Zarič
- VESNA ZADRAVEC

## Ž
- Almir Žilić
- Rikardo Žibrat